# 押谷かおり
押谷 かおり（おしたに かおり 1965年5月25日 - ）は日本の女優である。大阪府堺市出身。ビックワンウエスト所属。

## 来歴・人物
- 大阪音楽大学卒業[1]。1986年3月、劇団ラディッシュ・プロジェクト入団[1]。NHK連続テレビ小説『純ちゃんの応援歌』でデビュー。
- 弟が居る[1]。
- 趣味はフラワーアレンジメントである。
- 特技はピアノ・手話である。

## 出演

### テレビドラマ
- 連続テレビ小説（NHK）
  - 純ちゃんの応援歌（1988年 - 1989年） - 立花静尾 役
  - ええにょぼ 117話（1993年）
  - ぴあの（1994年）
  - だんだん（2008年 - 2009年） - 萩原文子 役
  - ウェルかめ（2009年 - 2010年） - 鈴木花子 役
  - カーネーション（2011年 - 2012年） - 松坂絹江 役
  - べっぴんさん （2016年 - 2017年） - 田中富美 役
- いのちの現場から（MBS）
  - いのちの現場からII（1994年）
  - いのちの現場からIII（1995年）
  - 新・いのちの現場から2（2006年）
- 愛の産科（1996年、MBS）
- 結婚はいかが?（1996年、NHK総合）
- あしたは晴れる（1997年、MBS） - 佐伯友利子 役
- 父さんは森に隠れる（1997年、NHK総合）
- 表層家族（1998年、MBS）
- バブル（2001年、NHK総合）
- ひとりじゃないの（2001年、MBS）
- 料理少年Kタロー（2001年、NHK教育）
- 聖徳太子（2001年11月10日、NHK総合）
- 新・ズッコケ三人組（2002年、NHK教育） - 山中美代子 役
- 強行犯捜査第七係（2002年6月29日、NHK BShi）
- ドレミソラ（2002年、MBS） - 森夏子 役
- われ、晩節を汚さず〜新夫婦善哉〜（2003年1月25日、NHK BShi）
- パパ トールド★ミー 大切な君へ（2003年、NHK教育）
- 水戸黄門 第33部（2004年、TBS）
- アイ’ム ホーム 遥かなる家路（2004年、NHK総合）
- 新・はんなり菊太郎〜京・公事宿事件帳〜 第5話（2007年2月8日、NHK総合） - お重 役
- 鞍馬天狗（2008年、NHK総合）
- 幻影〜ゲンヱイ〜（2008年、ABC） - サヲリ 役
- 科捜研の女
  - （2010年） - 三河紀子 役
  - （2019年） ‐ 伊藤敏江
- ホンボシ〜心理特捜事件簿〜 第4話（2011年、テレビ朝日）
- タイトロープの女（2012年、NHK総合） - 十倉礼子 役
- 高橋留美子劇場（2012年、NHK BSプレミアム）
- 笑福亭仁鶴50周年記念ドラマ だんらん（2013年1月4日、関西テレビ） - マキ 役
- ボーダーライン（2014年、NHK総合） - 本田有美

### テレビ番組
- 緑のワンダーランド（1990年、NHK総合）

### アニメ
- チエちゃん奮戦記 じゃりン子チエ（1991年 - 1992年、MBS） - 花井朝子 役

### 映画
- 難波金融伝ミナミの帝王37 土俵際の伝説 (2007年)　大迫早苗役